# Marvin Lamb
Marvin Lee Lamb (Jacksonville, 12 juli 1946) is een Amerikaanse componist, muziekpedagoog en dirigent.

## Levensloop
Lamb studeerde aan de Sam Houston State University in Huntsville en behaalde zijn Bachelor of Music in muziektheorie en compositie. Vervolgens studeerde hij aan de Universiteit van Noord-Texas in Denton en behaalde aldaar zijn Master of Music eveneens in muziektheorie en compositie (1972). Zijn studies voltooide hij aan de Universiteit van Illinois te Urbana-Champaign in Urbana en behaalde zijn Doctor of Musical Arts in compositie en uitvoerend musicus in 1977. Hij studeerde compositie bij de docenten John Butler, William P. Latham en Paul Zonn alsook elektronische muziek en computer technieken bij Herbert Brun en John Melby.
Hij was werkzaam als docent aan het Atlantic Christian College, nu: Barton College, in Wilson (1973-1977), aan het Peabody College in Nashville (1977-1979) en vanaf 1980 aan de Southern Methodist Universiteit in Dallas. Tegenwoordig is hij decaan en professor  in muziek aan de Universiteit van Oklahoma in Norman.
Als componist schreef hij werken voor verschillende genres, zij werden uitgevoerd in vele landen ter wereld, in Europa, Japan, Mexico, Argentinië en Canada. Hij is lid van de American Society of Composers, Authors and Publishers (ASCAP), de componisten broederschappen Pi Kappa Lambda en Phi Mu Alpha Sinfonia, van het American Music Center, van het Southern Association of Colleges and Schools College Consulting Network en voorzitter van de Texas Association of Music Schools

## Composities

### Werken voor orkest
- 1972 Movements, voor trompet, slagwerk en strijkorkest
- 1977 Concert, voor tenorsaxofoon en orkest
- 2010 Bop!, voor (theater)orgel en orkest
- 2010 Concertino, voor orgel en orkest
- 2012 For Franco/Delicatissimo, voor orkest
- J.B. 2, voor dwarsfluit (ook piccolo), hobo en orkest
- Overture, voor orkest
- The Eagle has landed, voor spreker, harp, piano, orkest en bandrecorder

### Werken voor harmonieorkest en koperensemble
- 1985 Igor Fantasy, voor harmonieorkest
- Sacred Ground, fanfare voor koperblazers en slagwerk

### Muziektheater

#### Toneelmuziek
- 2010 The Dada Play - Incidental Music and Solo Songs, voor tenor, mezzosopraan, gitaar, piano en vocaal ensemble - tekst: Mieko Ouchi

### Vocale muziek

#### Cantates
- 1978 Sitio, voor 3 solisten, gemengd koor, orgel, koperblazers en slagwerk - tekst: David Cassel

#### Werken voor koor
- 1981 The Annunciation, voor spreker, gemengd koor, trompet en handklokjes - tekst: Rainer Maria Rilke "Het Marialeven"
- 2008 Bless This House, voor gemengd koor, koperkwintet en piano

#### Liederen
- Life Cycle, voor tenor, dwarsfluit, trompet en fagot
- Lullabye, voor sopraan, klarinet, hobo en piano - tekst: George Barker

### Kamermuziek
- 1968 Structures, voor trombone en piano
- 1970 Prairie Suite, voor koperkwintet (2 trompetten, hoorn, trombone en tuba)
- 1973 Blaaskwintet
- 1973 In Memoriam, Benjy, voor saxofoonkwartet
- 1977 Frames, focus: variations on a set of Babbitt's, voor hobo, klarinet, tenorsaxofoon en piano
- 1977 Regards Broussards, drie neoklassieke designs voor klarinet en trombone
- 1977 Solowalk, voor dwarsfluit solo[1]
- 1979 Ballad of Roland, voor altsaxofoon en tinwhistle
- 1981 Serenade for unknown friends, voor hobo, klarinet, tenorsaxofoon en piano
- 1984 Music for Julius Baker, voor dwarsfluit en piccolo solisten en fluitenkoor (23 spelers)
- 1984 Vision of Basque, voor fagot solo
- 1985 Prism, voor trombone, piano en slagwerk[2]
- 1986 Final Roland, voor sopraansaxofoon, altsaxofoon, (uitgebreid) piano, Acme siren,[3] en geprepareerd chromatische en:pitch pipes
- 1986 The Stomp Revisited, voor koperkwintet
- 2006 A Fit Reliquary, voor koperkwintet en groot slagwerkensemble (10 slagwerkers)
- 2008 Grappelli Dreams, voor altsaxofoon en altviool
- 2008 House of Dawn, voor 4 altviolen (of altvioolensemble)
- 2008 Lamentations, voor strijkkwartet
- 2010 Pablo/Saul, voor piccolo/dwarsfluit, esklarinet, besklarinet, basklarinet, violen, cello, piano en zes slagwerkers
- 2011 Fantasy, voor altviool en piano
- Heavy metal, voor tubaensemble
- Syrnix, voor saxofoon solo
- The Professor March and Rag, voor instrumentaal ensemble

### Elektronische/multimediale muziek
- 1972 Intonazione, voor geluidsband, lichteffecten en sculpturen

## Publicaties
- The musical, literary and graphic influences upon Luciano Berio's Thema, Omaggio a Joyce, Thesis DMA - University of Illinois at Urbana-Champaign, 1977. 115 p.